# Миє
Миє (пол. Myje, нім. Kamilienthal) — село в Польщі, у гміні Остшешув Остшешовського повіту Великопольського воєводства.
Населення — 589 осіб (2011).
У 1975-1998 роках село належало до Каліського воєводства.

## Демографія
Демографічна структура станом на 31 березня 2011 року:
|          | Загалом | Допрацездатний вік | Працездатний вік | Постпрацездатний вік |
| -------- | ------- | ------------------ | ---------------- | -------------------- |
| Чоловіки | 297     | 79                 | 196              | 22                   |
| Жінки    | 292     | 74                 | 174              | 44                   |
| Разом    | 589     | 153                | 370              | 66                   |